# لیلی مجنون (فیلم ۱۹۷۶)
لیلی و مجنون (به هندی: Laila Majnu) فیلمی محصول سال ۱۹۷۶ و به کارگردانی اچ.اس. راویل است. در این فیلم بازیگرانی همچون ریشی کاپور، رانجیت کائور، دنی دنزونگپا، آریونا ایرانی، آسرانی، راضا مراد ایفای نقش کرده‌اند.